# Hyles

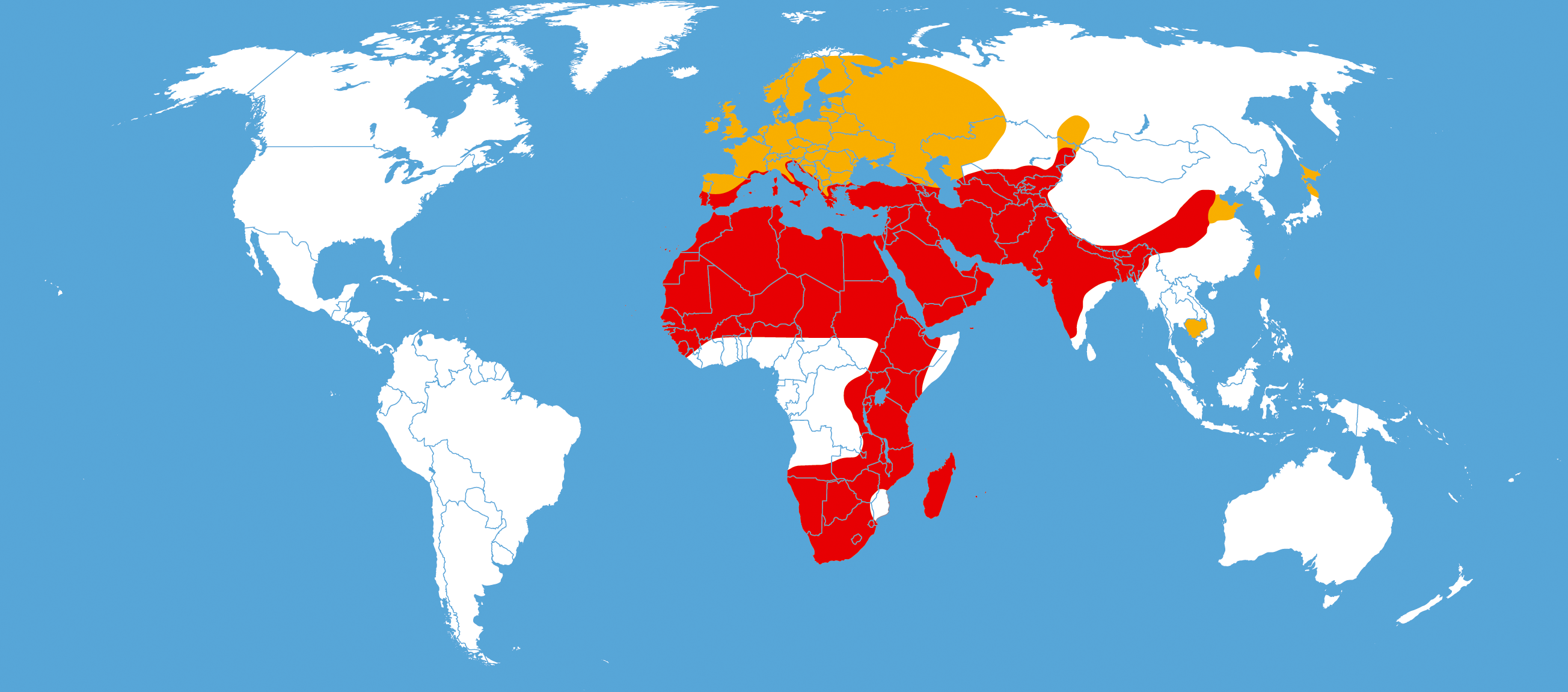
Distribución geográfica de Hyles livornica. Rojo, todo el año; naranja, verano

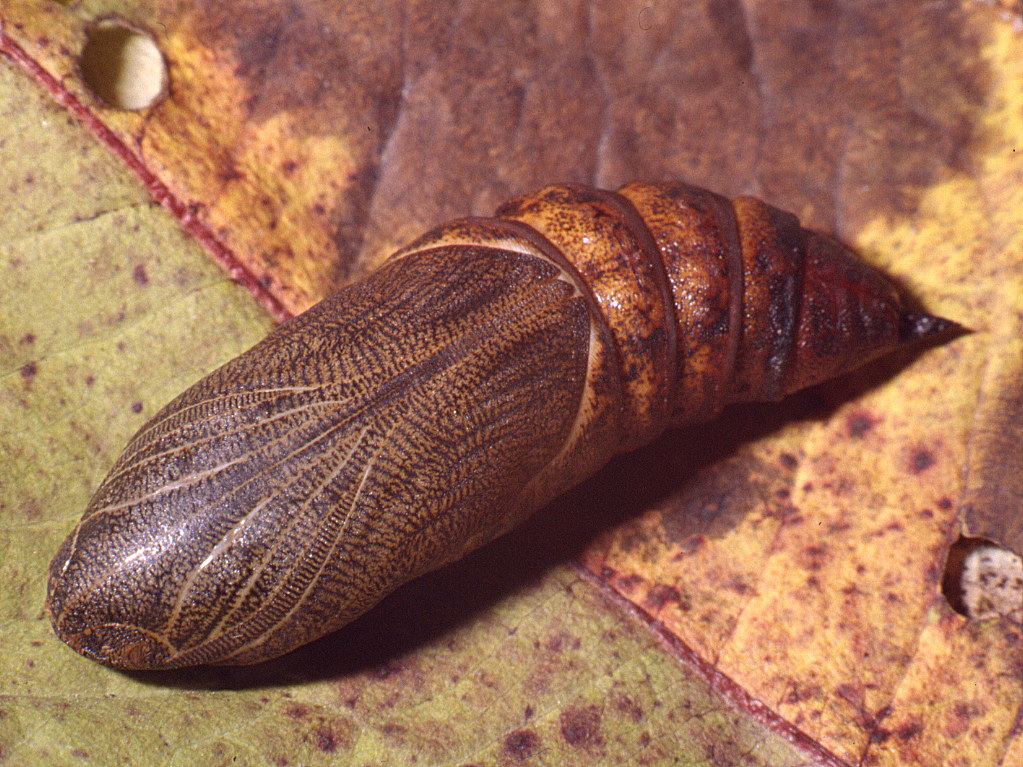
Hyles gallii (pupa).

Hyles es un género de lepidóptero ditrisio de la familia Sphingidae. Es un género monofílico, pero es difícil distinguir las especies por sus diferencias morfológicas (además hay muchos casos de hibridación), por eso se usan estudios de ADN.
El género es de distribución mundial. Algunas especies son migratorias; Hyles livornica realiza una de las migraciones de insectos más largas.

## Especies
Este género contiene las siguientes especies:
- Hyles annei - (Guerin-Meneville 1839)
- Hyles apocyni - (Shchetkin 1956)
- Hyles biguttata - (Walker 1856)
- Hyles calida - (Butler 1856)
- Hyles centralasiae - (Staudinger 1887)
- Hyles chamyla - (Denso 1913)
- Hyles churkini - Saldaitis & Ivinskis, 2006
- Hyles chuvilini - Eitschberger, Danner & Surholt 1998
- Hyles costata - (von Nordmann 1851)
- (Hyles cretica) - Eitschberger, Danner & Surholt, 1998
- Hyles dahlii - (Geyer 1828)
- Hyles euphorbiae - (Linnaeus 1758)
- Hyles euphorbiarum - (Guerin-Meneville & Percheron 1835)
- Hyles gallii - (Rottemburg 1775)
- Hyles hippophaes - (Esper 1789)
- Hyles lineata - (Fabricius 1775)
- Hyles livornica - (Esper 1780)
- Hyles livornicoides - (Lucas 1892)
- Hyles malgassica - (Denso, 1944)
- Hyles nervosa - Rothschild & Jordan 1903
- Hyles nicaea - (von Prunner 1798)
- Hyles perkinsi - (Swezey 1920)
- (Hyles renneri) - Eitschberger, Danner & Surholt, 1998
- Hyles robertsi - (Butler 1880)
- Hyles salangensis - (Ebert 1969)
- Hyles siehei - (Pungeler 1903)
- Hyles stroehlei - Eitschberger, Danner & Surholt 1998
- Hyles tithymali - (Boisduval 1834)
- Hyles vespertilio - (Esper 1780)
- Hyles wilsoni - (Rothschild 1894)
- Hyles zygophylli - (Ochsenheimer 1808)

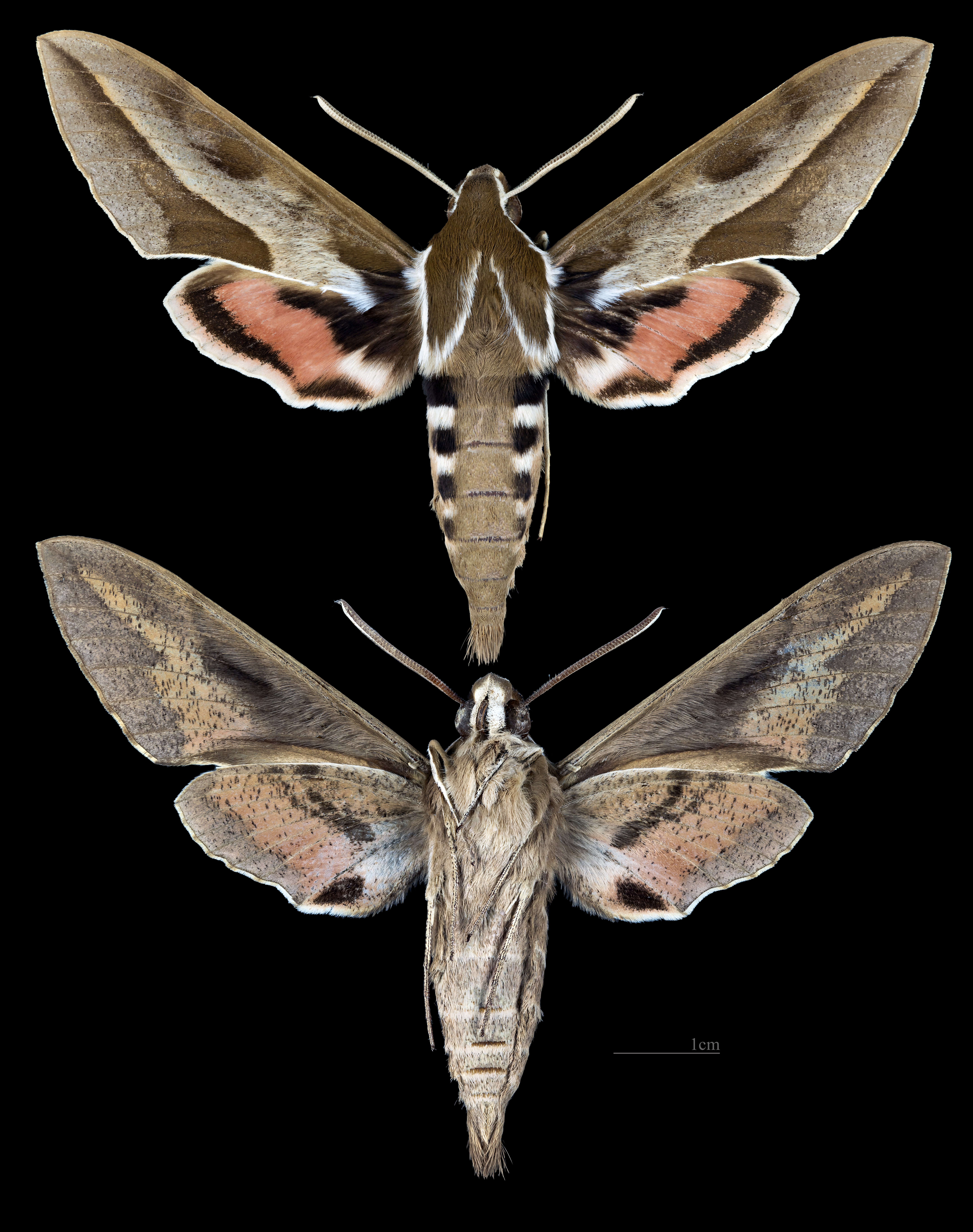
Hyles annei
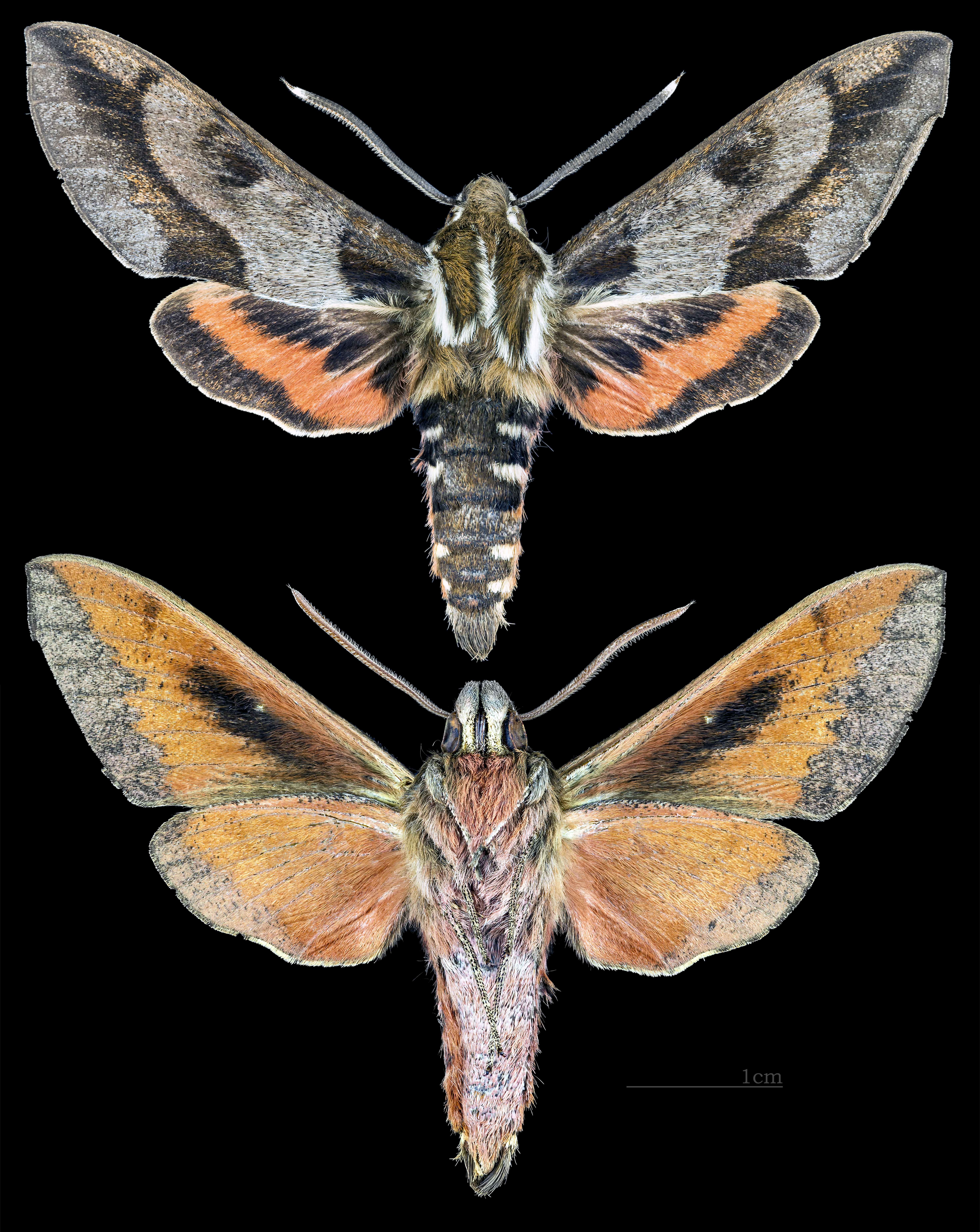
Hyles calida
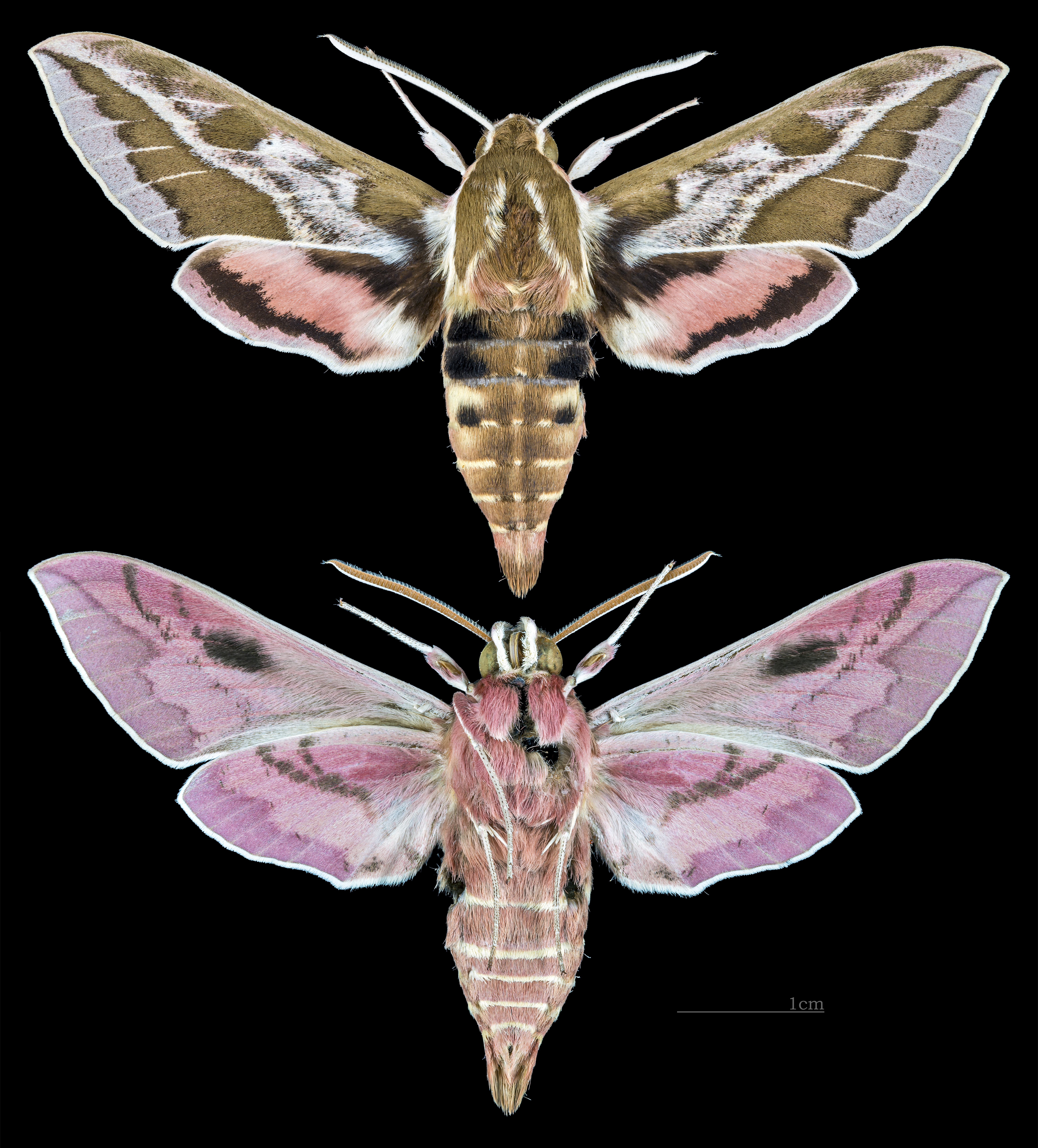
Hyles dahlii
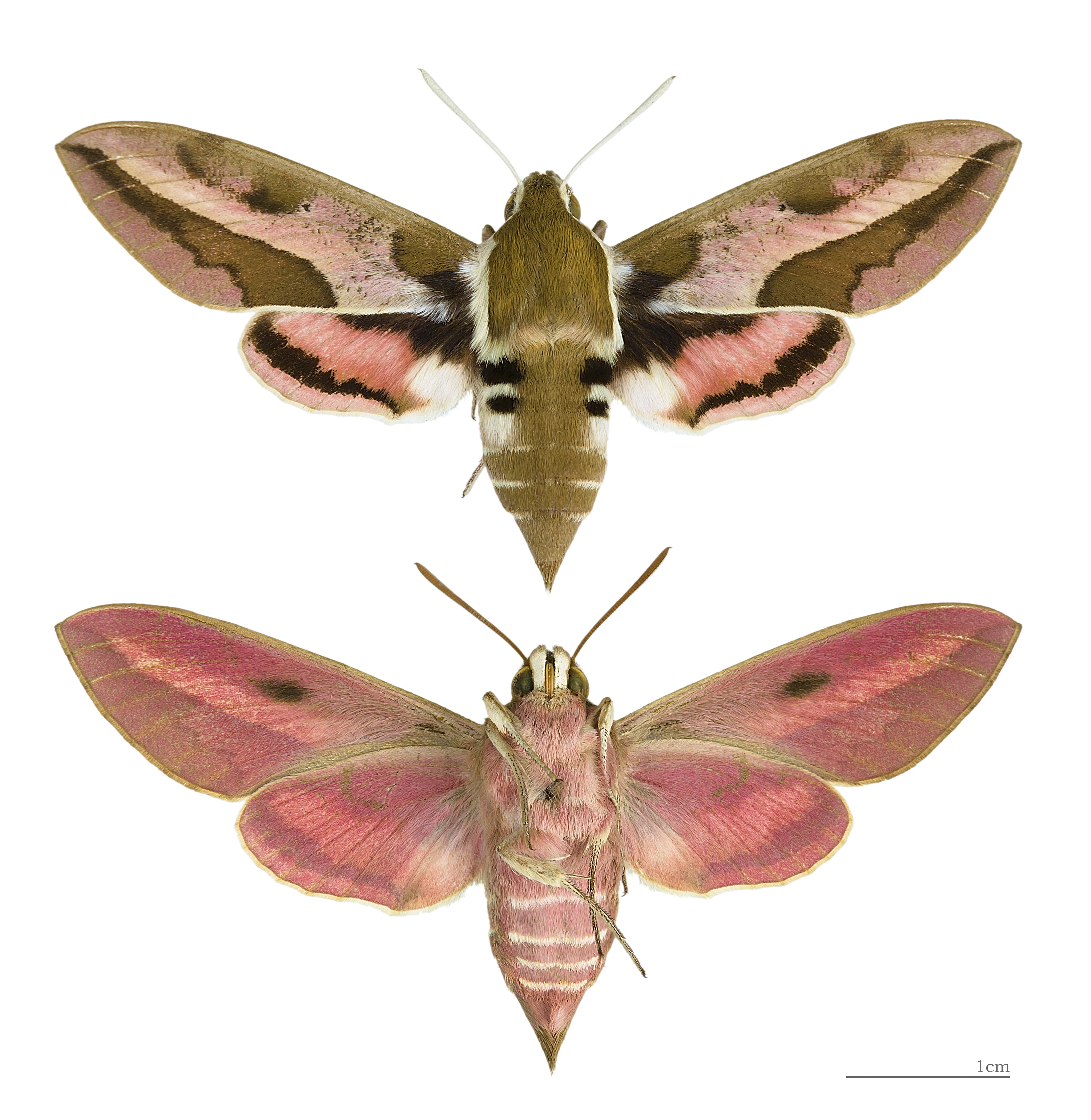
Hyles euphorbiae
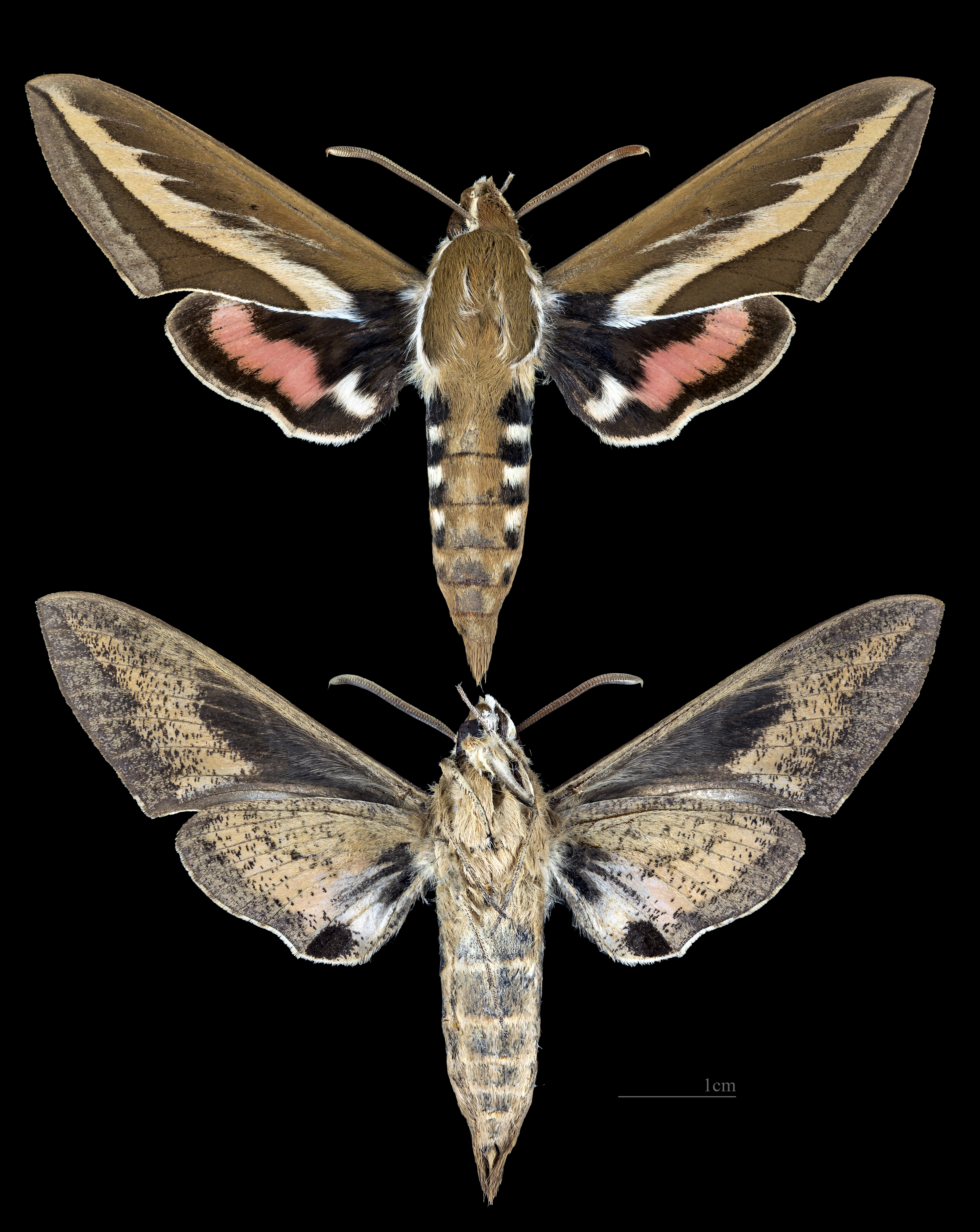
Hyles euphorbiarum
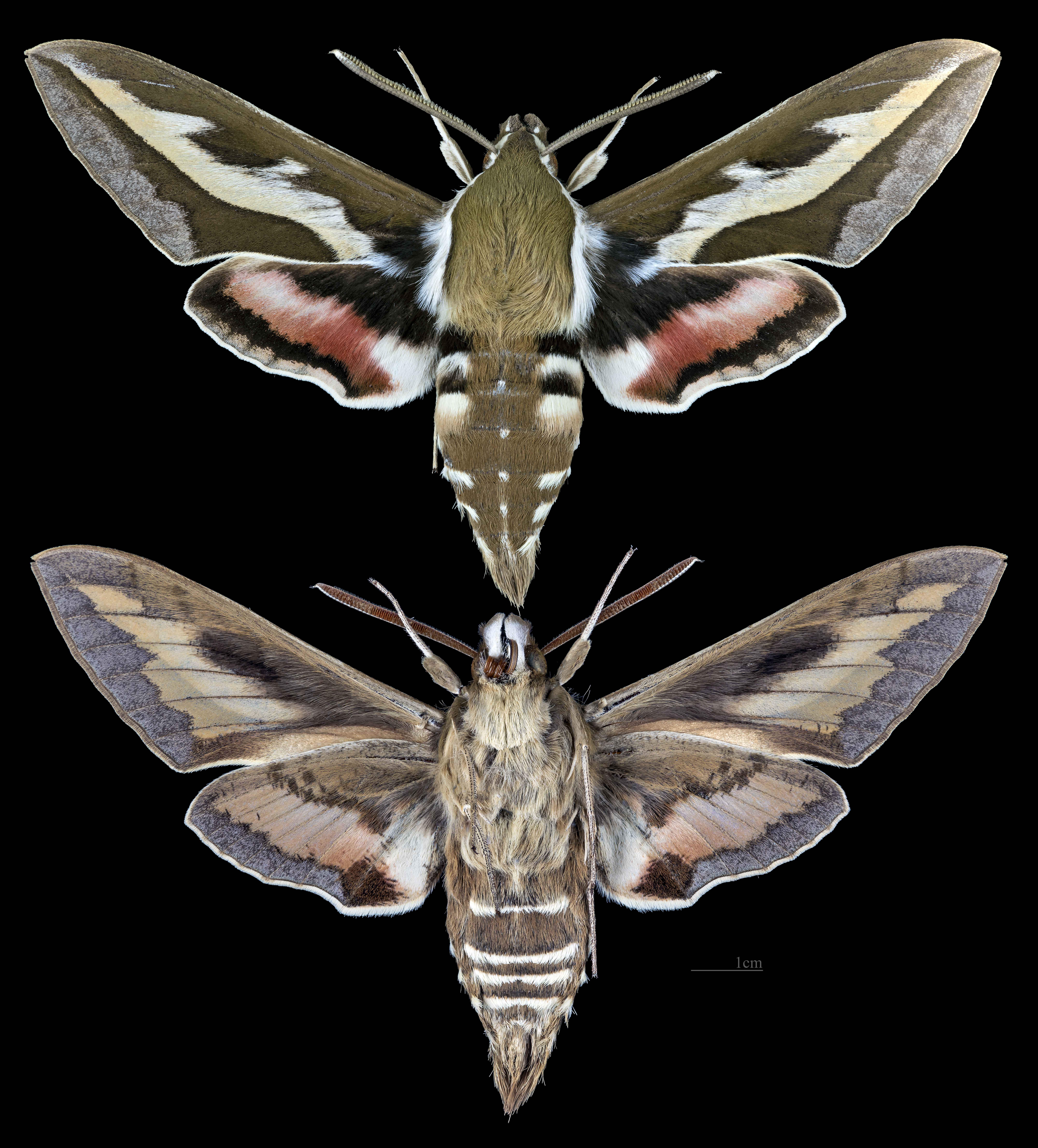
Hyles gallii
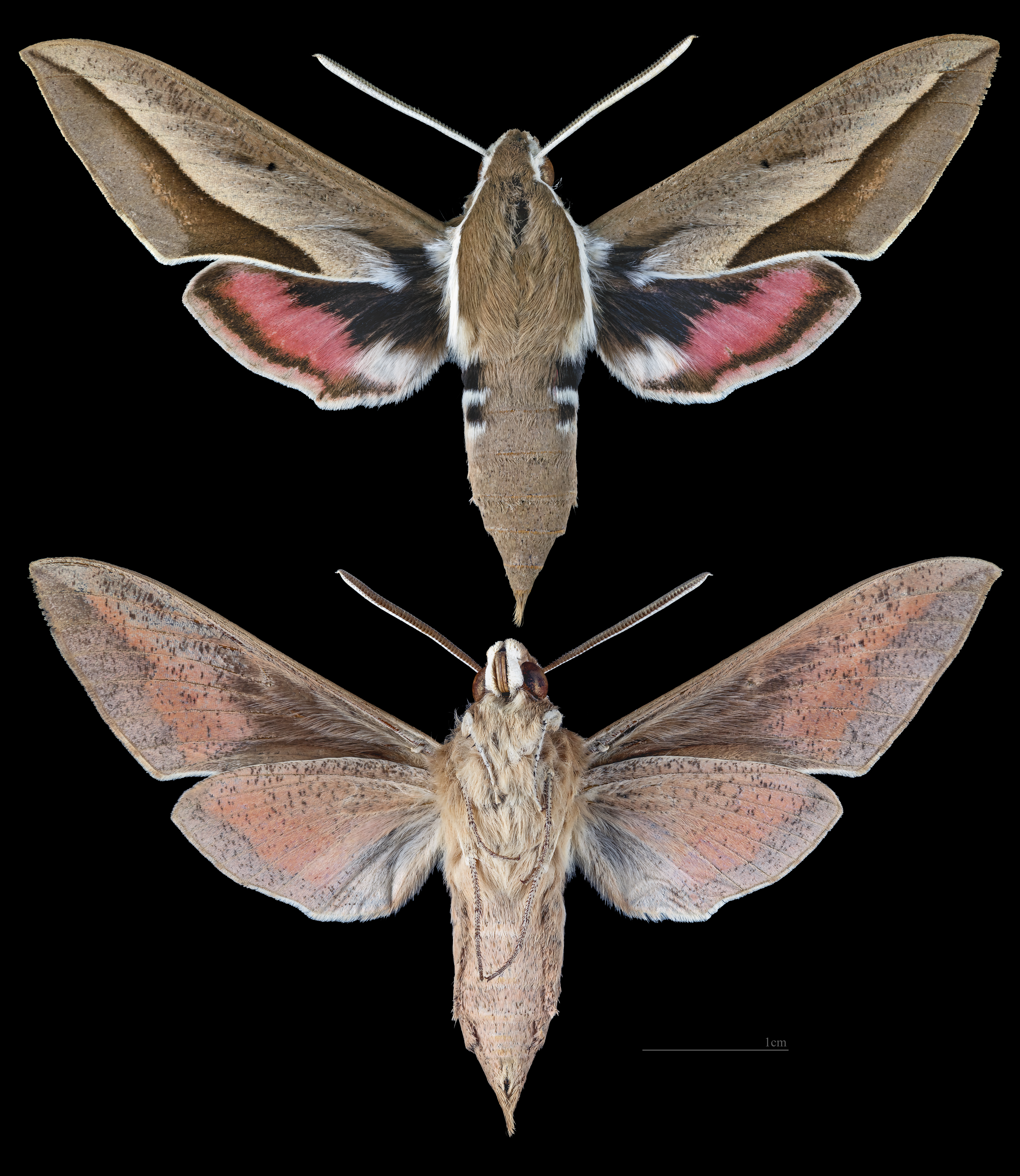
Hyles hippophaes
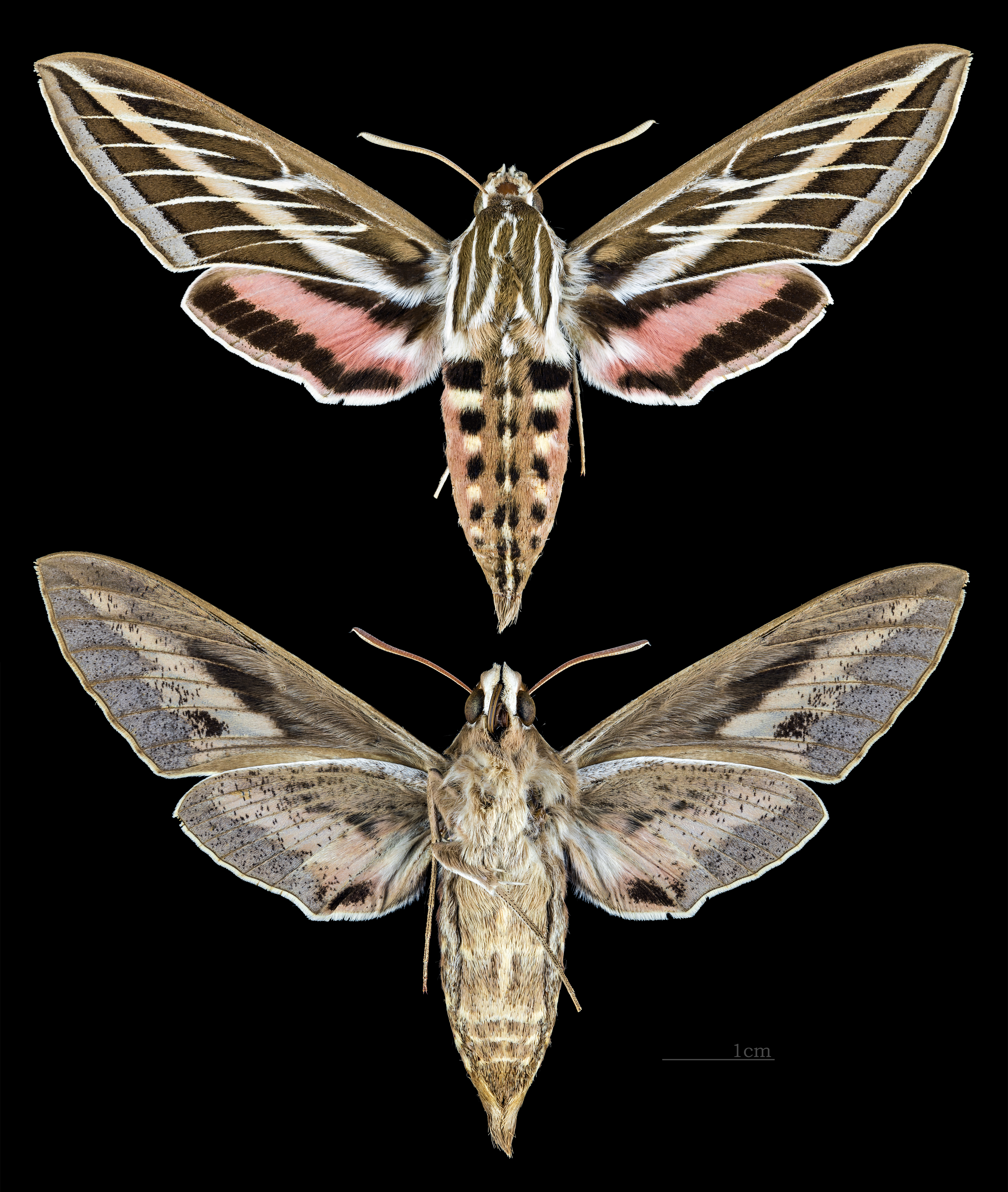
Hyles lineata
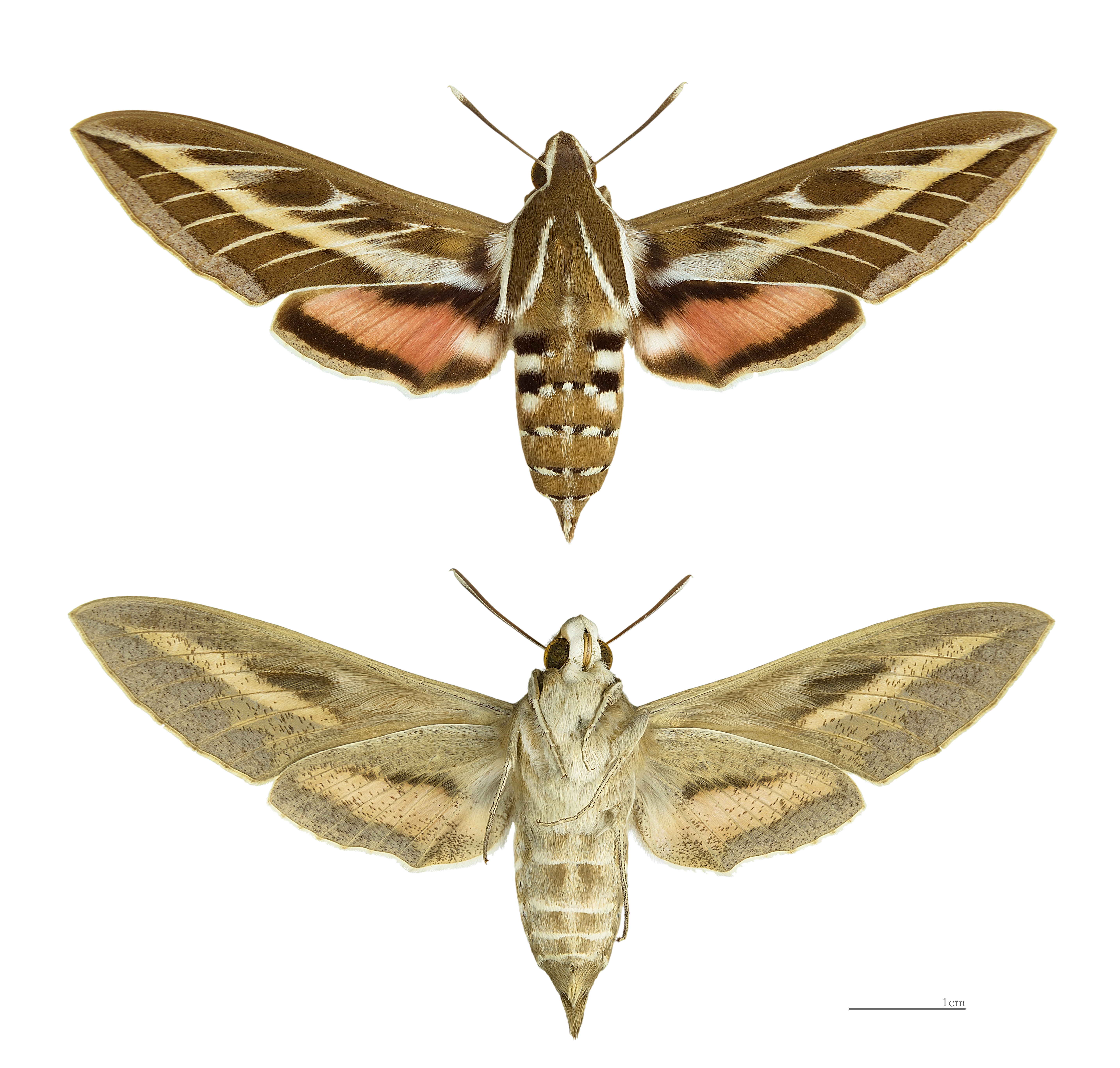
Hyles livornica
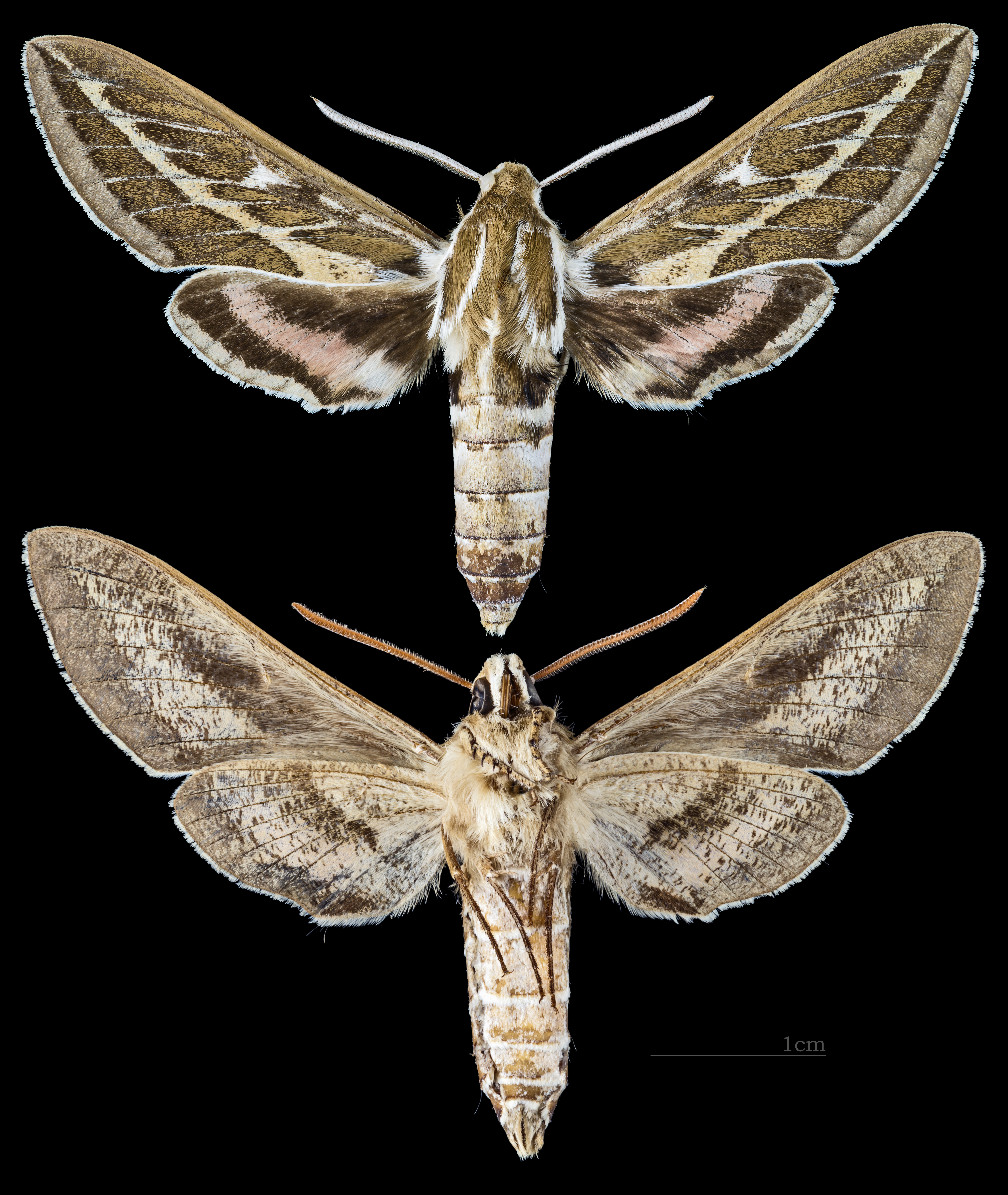
Hyles livornicoides
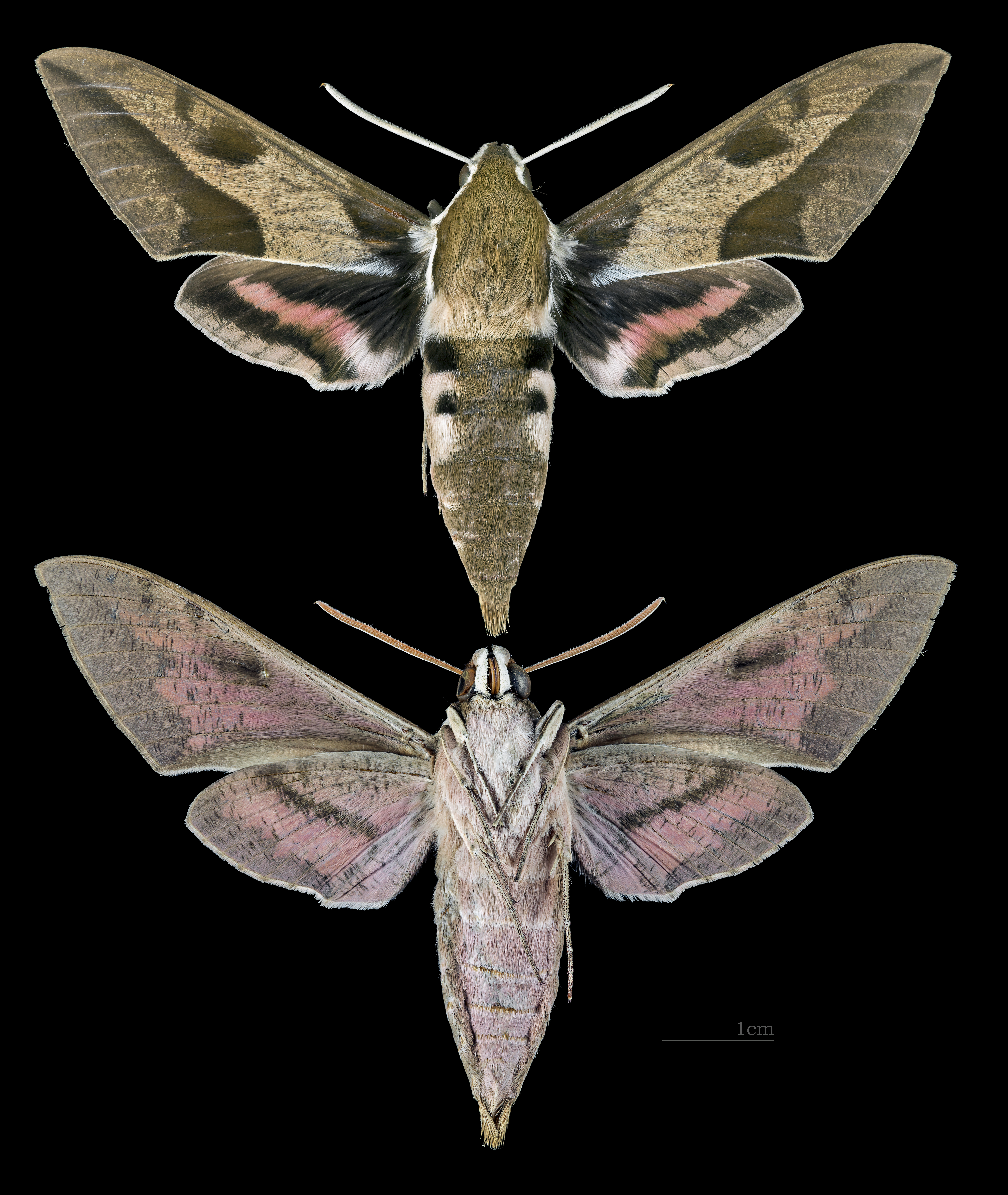
Hyles nicaea
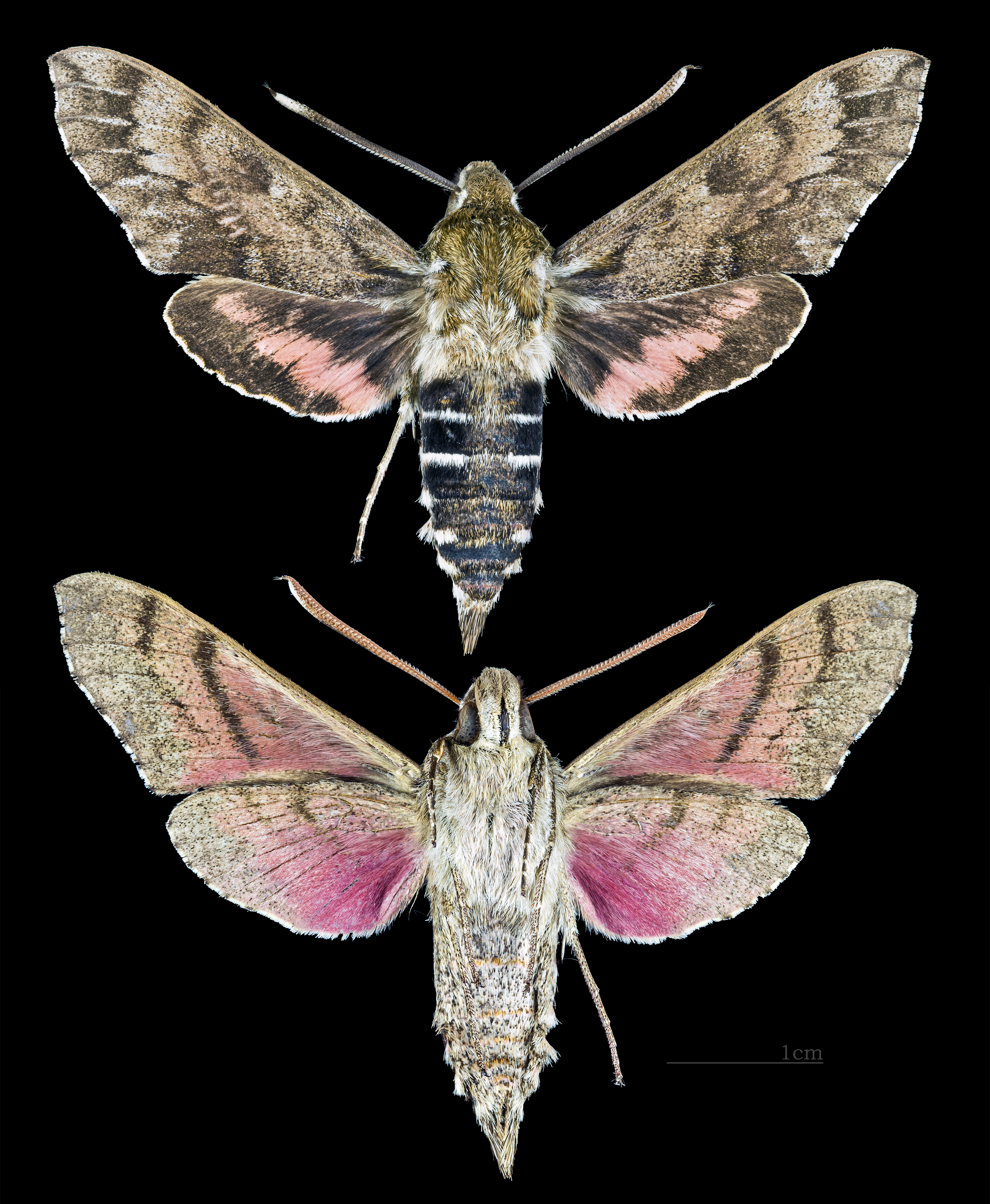
Hyles perkinsi
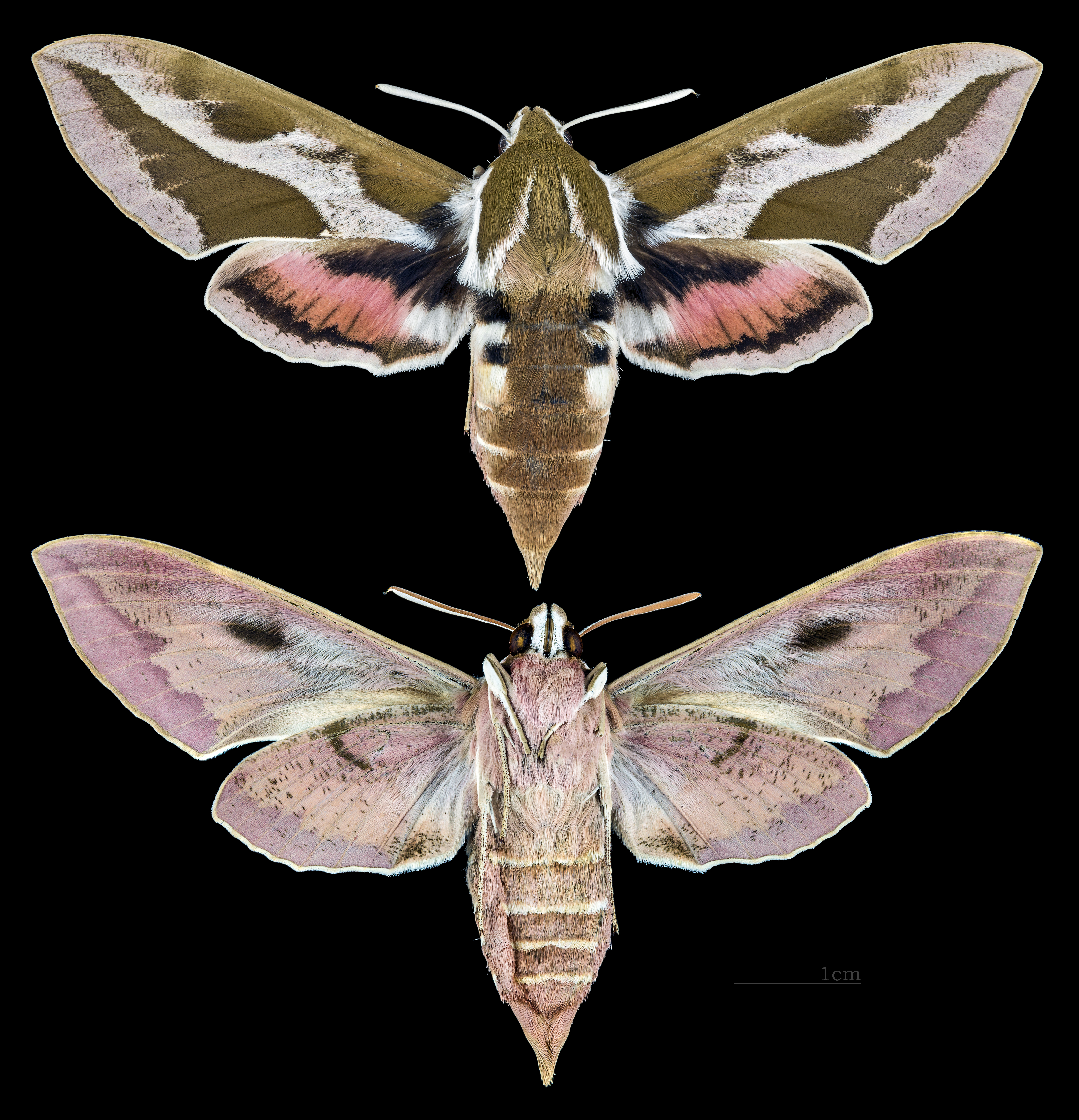
Hyles tithymali
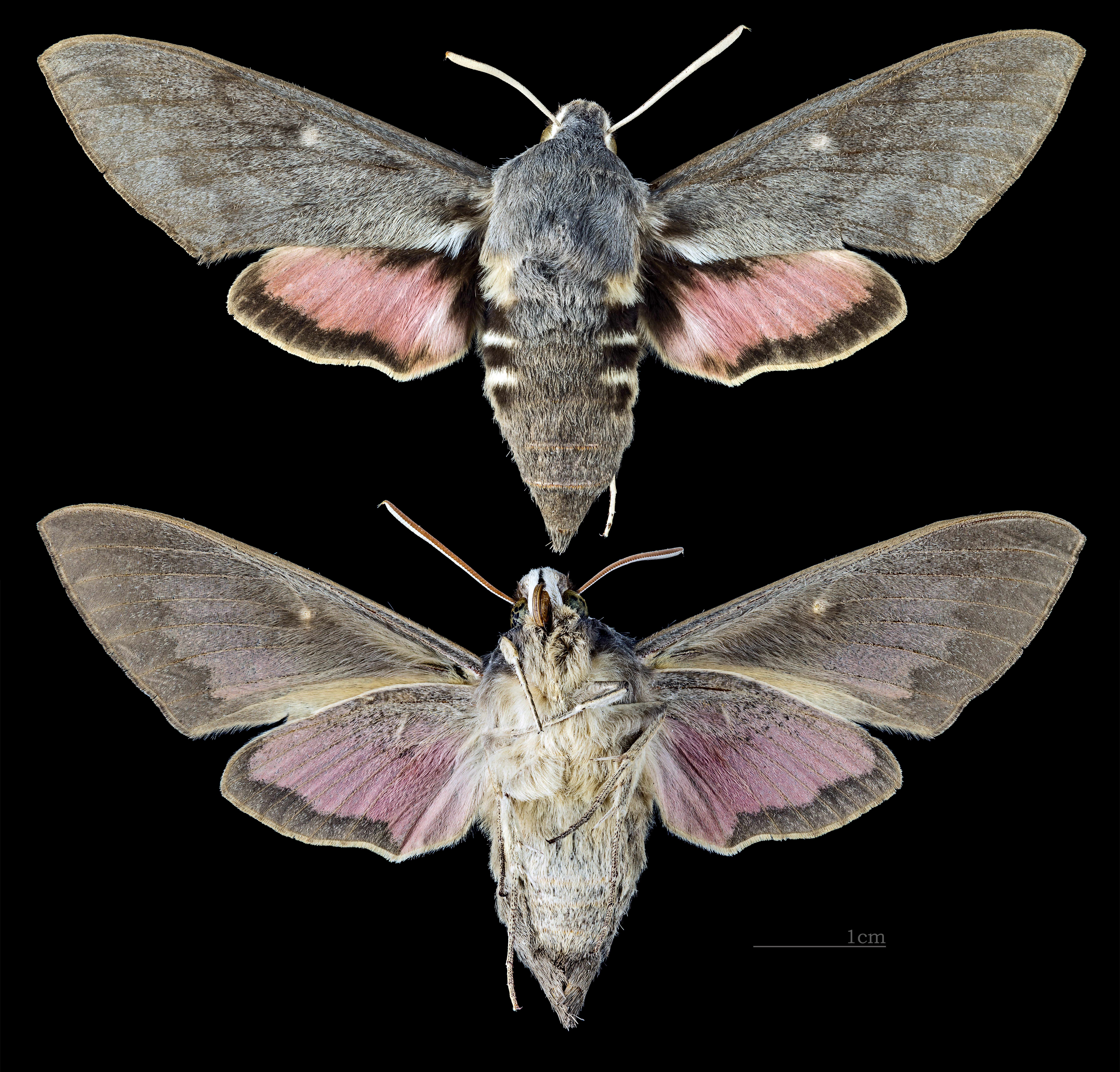
Hyles vespertilio